# Anthanassa conferta
Anthanassa conferta är en fjärilsart som beskrevs av Felder 1867. Anthanassa conferta ingår i släktet Anthanassa och familjen praktfjärilar. Inga underarter finns listade i Catalogue of Life.